# Verdicchio dei Castelli di Jesi classico

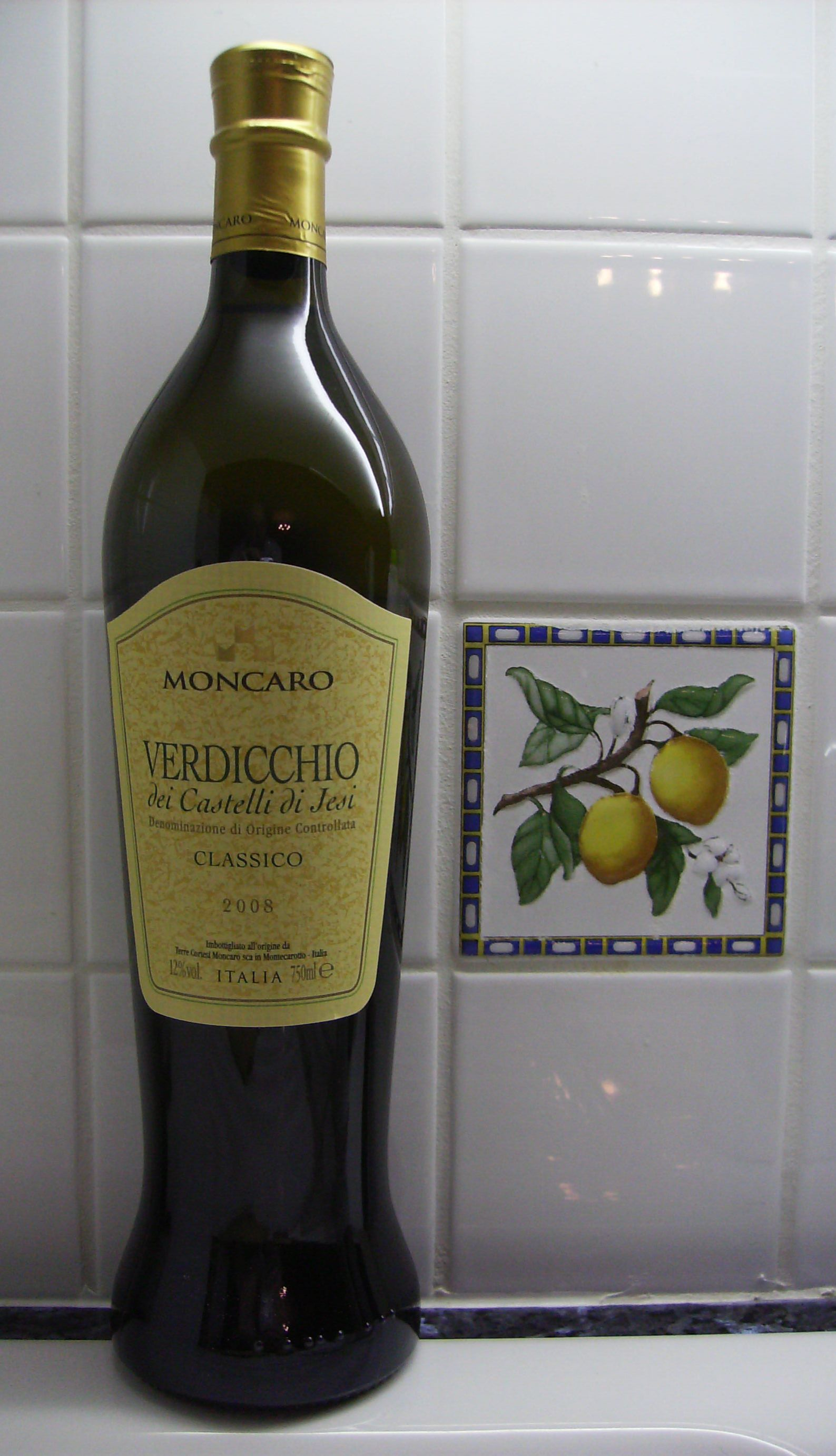
Verdicchio dei castelli di jesi Classico nella tipica bottiglia anfora

Il Verdicchio dei Castelli di Jesi Classico è un vino a Denominazione di Origine Controllata (DOC) prodotto nelle province di Macerata e di Ancona.

L'uso della menzione "Classico" è riservata al vino ottenuto dalle uve raccolte nella zona originaria più antica.

## Vitigni con cui è consentito produrlo
- Verdicchio minimo 85%.
- Altri vitigni a bacca bianca idonei alla coltivazione nella regione Marche nella misura massima del 15%

## Tecniche di produzione
Per i nuovi impianti e i reimpianti la densità non può essere inferiore a 2 200 ceppi/ha. 

È vietato l'allevamento a tendone.

È consentita l'irrigazione di soccorso. 

Tutte le operazioni di vinificazione, invecchiamento e imbottigliamento, debbono essere effettuate nella zona DOCG.

## Caratteristiche organolettiche
- colore: giallo paglierino con riflessi verdognoli (da cui il nome) tendente al dorato luminoso sempre più carico con l'invecchiamento
- odore: una base minerale accompagna le note floreali delle versioni più giovani e si accentua con la maturazione accompagnando le linee aromatiche che dalle note fruttate conducono fino a sorprendenti sfumature esotiche, d'erbe aromatiche e ricordi animali
- sapore: alla mineralità e sapidità che molte versioni acquisiscono dai terreni di origine marina con presenze sulfuree si aggiungono note fruttate dalla gamma più varia fino ad arrivare alle esplosioni gustative che le versioni invecchiate e le riserve sono in grado di regalare ai bevitori più esigenti.

Dal naso, alla bocca, al retrogusto spesso lunghissimo e persistente, il Verdicchio costituisce una vera e propria eccezione nel panorama dei vini bianchi italiani anche perché, per merito della sua elevata acidità unita a valori alcolometrici e di pH da vino rosso, ha potenzialità di maturazione ed invecchiamento superiori a qualsiasi altro vino bianco della penisola.
Per gustare appieno la complessità delle numerose versioni non industriali andrebbe aperto solo a partire dal secondo/terzo anno dopo la vendemmia.
Il disciplinare invece riporta:
- colore giallo paglierino tenue;
- odore: delicato, caratteristico;
- sapore: asciutto, armonico, con retrogusto gradevolmente amarognolo;[1]

## Abbinamenti consigliati
Si abbina alla cucina marinara: antipasti di pesce anche crudo, paste/risotti/zuppe di pesce, grigliate miste di pesce, pesce arrosto, in particolare pescatrice/rombo/spigola. Accompagna anche le carni bianche, in particolare il coniglio.

## Produzione
Provincia, stagione, volume in ettolitri
- Ancona  (1990/91)  128185,05
- Ancona  (1991/92)  154905,0
- Ancona  (1992/93)  160810,0
- Ancona  (1993/94)  138789,05
- Ancona  (1995/96)  135046,0
- Ancona  (1996/97)  145205,02
- Macerata  (1990/91)  10253,56
- Macerata  (1991/92)  14625,84
- Macerata  (1992/93)  11829,44
- Macerata  (1994/95)  10732,92
- Macerata  (1995/96)  12438,2
- Macerata  (1996/97)  13043,38